# 東福間駅
東福間駅（ひがしふくまえき）は、福岡県福津市東福間一丁目にある、九州旅客鉄道（JR九州）鹿児島本線の駅である。駅番号はJA12。

## 歴史
東福間団地の分譲で駅周辺の住宅開発が進んだことにより、住民の陳情を受け開設された。

### 年表
- 1978年（昭和53年）10月2日：日本国有鉄道が開設[1]。業務委託駅[2]。
- 1987年（昭和62年）4月1日：国鉄分割民営化により九州旅客鉄道が継承[3]。
- 2000年（平成12年）2月19日：自動改札機導入[4]。
- 2009年（平成21年）3月1日：ICカードSUGOCAの利用を開始[5]。
- 2019年（令和元年）9月6日：14時30分頃、軽乗用車が駅南側の駅前ロータリーからフェンスを突き破って、崖の下数メートルにある駅構内の線路上に転落、事故により鹿児島本線は上下線とも当駅を含む折尾駅 - 博多駅間などで運転を見合わせ、18時10分に運転を再開したが、特急20本、普通列車32本が運休するなど約2万1千人に影響が出た[6]。
- 2022年（令和4年）3月11日：みどりの窓口の営業を終了[7]。
- 2023年（令和5年）10月1日：駅体制の見直しに伴い、これまでJR九州サービスサポートによる駅業務受託となっていた業務委託駅から[8]、九州旅客鉄道本体による直営駅へと変更される[9]。

## 駅構造
相対式ホーム2面2線を有する地上駅で橋上駅舎を備える。
日中は駅収受業務を担当する係員が配置されているが、それ以外の時間帯は無人駅。

### のりば
| のりば | 路線       | 方向 | 行先             |
| ------ | ---------- | ---- | ---------------- |
| 1      | 鹿児島本線 | 上り | 折尾・小倉方面   |
| 2      | 鹿児島本線 | 下り | 博多・久留米方面 |

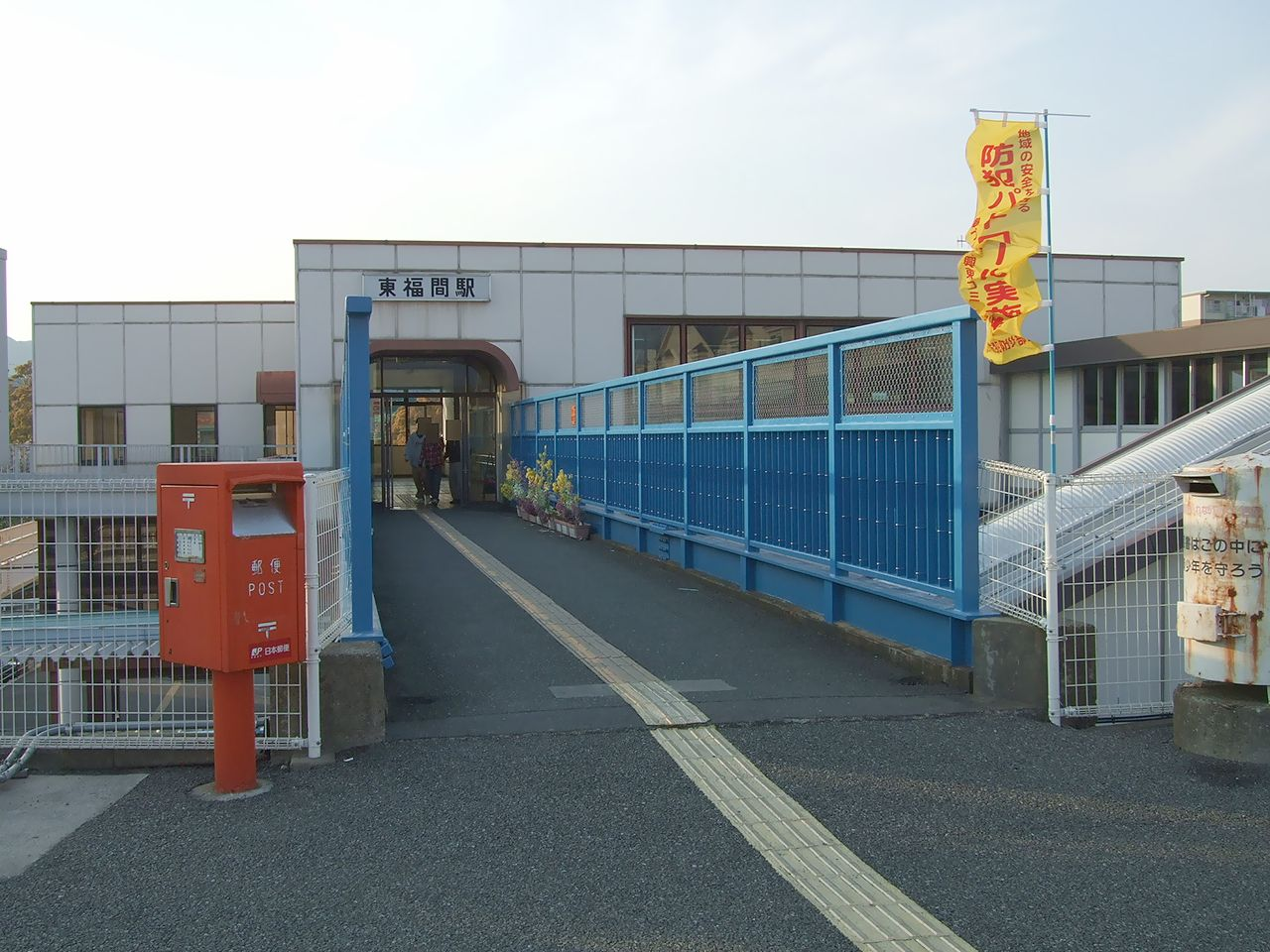
南口
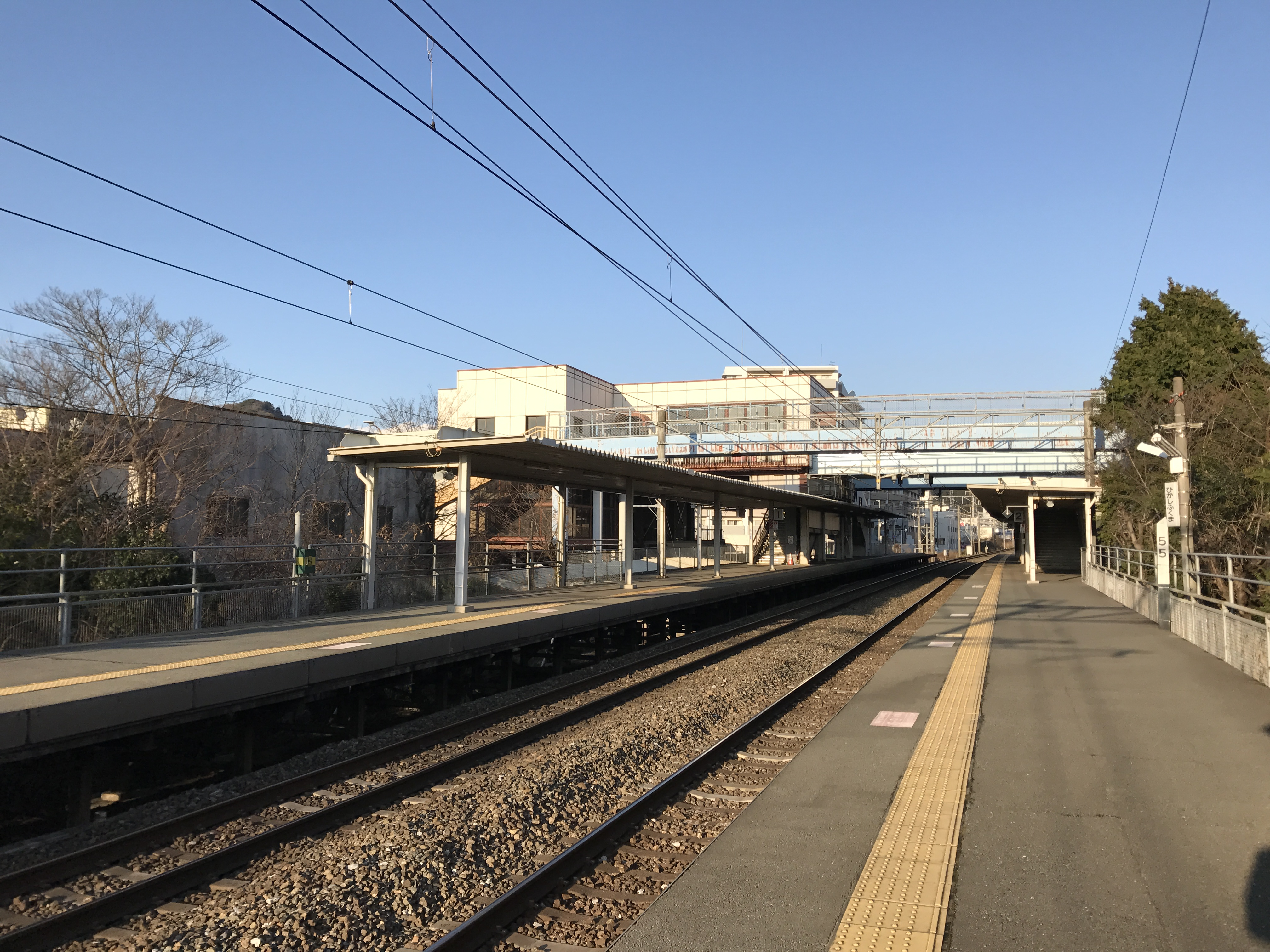
ホーム（2017年2月）

## 利用状況
- 2023年度の1日平均乗車人員は2,376人であり、JR九州の駅としては第72位である[11][12]。

| 乗車人員推移 | 乗車人員推移 |
| 年度         | 1日平均人数  |
| ------------ | ------------ |
| 2001         | 3,186        |
| 2002         | 3,049        |
| 2003         | 2,918        |
| 2004         | 2,748        |
| 2005         | 2,630        |
| 2006         | 2,498        |
| 2007         | 2,446        |
| 2008         | 2,412        |
|              |              |
| 2016         | 2,450        |
| 2017         | 2,499        |
| 2018         | 2,526        |
| 2019         | 2,479        |
| 2020         | 2,033        |
| 2021         | 2,213        |
| 2022         | 2,311        |
| 2023         | 2,376        |

## 駅周辺
駅名が示すように福間駅の東側に位置している。旧福間町町域の中北部にあたる場所で、昭和末期には福岡市・北九州市のベッドタウンとして住宅開発が進んだ。

### 北側
駅前を県道97号線が鹿児島本線に並行する形で通っている。その県道の北側に県営の住宅団地である東福間団地が広がっている。
- 福津市東部下水道処理場 - 駅を出て左側
- 福岡県宗像警察署東福間駅前交番【平成23年3月31日までは津丸交番】
- 東福間公園
- 東福間団地
- 福間団地内郵便局
- 福間光陽台郵便局
- 西鉄バス 東福間バス停
- 福津市立神興（）小学校
- 福津市立神興（）幼稚園
- 福岡県立光陵高等学校
- 東福間保育所

### 南側
東急リバブル九州が運営する東急福間ニュータウン若木台や、ミサワホーム九州が運営するヒルズガーデン桜川・あけぼの東福間などの住宅地が広がっている。駅前南側には幹線道路はないが駅の南側約700mの場所を国道3号が通っている。
- 東急福間ニュータウン若木台
- ヒルズガーデン桜川
- あけぼの東福間
- 西鉄バス 若木台団地バス停（特急・急行）
- 福津市立神興（）東小学校
- 福津市立福間東中学校
- 福津市立若木台幼稚園
- 若木台公民館

## バス路線
東福間
- 西鉄バス宗像
  - 26・26A：天神 / 赤間営業所

JR東福間駅東福間口
- ふくつミニバス
  - 3 上西郷線：JR東福間駅若木台口

JR東福間駅若木台口
- ふくつミニバス
  - 3 上西郷線：JR福間駅みやじ口
  - 5 東福間・若木台線：JR東福間駅若木台口 / JR東福間駅東福間口

このほか若木台地区内を通る国道3号に西鉄バス宗像の路線（赤間急行・特急）が通っている。

## その他
- 駅北側を走る県道97号線は旧国道3号線であり、駅前の歩道橋には国道番号標識が取り付けられていた跡が残っている。
- 東福間駅改札駅室前には、パプリカやナスなどの野菜が販売していることがある。

## 隣の駅
九州旅客鉄道（JR九州）
 鹿児島本線
■快速
通過
■区間快速（一部列車のみ停車）・■普通
東郷駅 (JA13) - 東福間駅 (JA12) - 福間駅 (JA11)